# Dandy Nichols
Dandy Nichols, född Daisy Sander 21 maj 1907 i Hammersmith, död 6 februari 1986 i Whitechapel, var en brittisk skådespelerska.

## Rollista i urval
- 1947 – Joe och gänget (ej krediterad)
- 1947 – Nicholas Nickleby (ej krediterad)
- 1948 – Ögonvittnet
- 1952 – Pickwickklubben
- 1953 – Hin Håle i högform
- 1957 – Doktorn är lös
- 1958 – Nu tar vi sergeanten (ej krediterad)
- 1964 – Ett lättfärdigt stycke
- 1964 – Skinnjackan
- 1965 – Greppet
- 1965 – Hjälp!
- 1966 – Doktorn går till sängs
- 1966 – Georgy - en ploygirl
- 1970 – Erste Liebe
- 1973 – O Lucky Man!
- 1982 – Brittiska sjukan
- 1982 – Flykten mot frihet
- 1983 – Bergerac (TV-serie)